# Hélé Béji
Hélé Béji, (arabo:هالة الباجي; nata Hélé Ben Ammar, (Tunisi, 1º aprile 1948), è una scrittrice tunisina che ha insegnato letteratura all'Università di Tunisi prima di lavorare presso l'UNESCO come funzionaria internazionale. Nel 1998 ha fondato il "Collegio Internazionale di Tunisi" che presiede.
Pubblica libri, ha espresso grande ammirazione per Marcel Proust e la sua influenza si può ben notare nelle sue novelle, scrive articoli sulle riviste Le Débat ed Esprit. Nel 2008 è stata membro della giuria dell'Arab Novel Prize.

## Biografia
Hélé Béji è nata in un sobborgo della medina di Tunisi (Rbat). È la figlia del ministro Mondher Ben Ammar e la sorella del produttore cinematografico e uomo d'affari Tarak Ben Ammar. Una sua nipote, 
Yasmine Torjeman-Besson, ha sposato il politio francese Éric Besson.
Dopo gli studi secondari al Lycée Carnot di Tunisi, ha studiato letteratura alla Sorbona (Parigi) dove ha ottenuto l'agrégation in letteratura moderna nel 1973. È la prima donna tunisina ad ottenerla. 
In seguito docente presso la Facoltà di Lettere di Tunisi e presso l'École normale supérieure di Tunisi, è stata espulsa dall'università tunisina il 5 dicembre 1987, poco dopo il colpo di Stato del 7 novembre 1987, e da allora non è più stata reintegrata. Ha ricoperto anche l'incarico di funzionaria internazionale presso l'UNESCO tra il 1980 e il 1987.

### Riflessioni sulla decolonizzazione
Nel 1982 ha pubblicato il suo primo libro, Le Désenchantement national, essai sur la décolonisation, un'analisi critica delle nuove forme di arbitrarietà politica che hanno fatto seguito all'indipendenza tunisina, in particolare la monopolizzazione del potere da parte del partito unico, l'assenza di libertà di espressione e il carattere dispotico del potere personale durante il periodo del presidente Habib Bourguiba. In un racconto autobiografico, L'Œil du jour,  si concentra sulla vita quotidiana nella medina di Tunisi, dove la società è descritta in uno stile poetico e satirico, attraverso ricordi personali e scene di genere in cui vengono evocate, palpabili attraverso la narrazione, le forme di servitù sociale e politica, la malinconia e l'impotenza del piccolo popolo.
Nei suoi libri e nelle sue opere successive, come Noi, decolonizzati, cerca attraverso la scrittura esistenziale e filosofica di decifrare le dominazioni, legate agli eccessi della politica dopo l'indipendenza, sulle popolazioni liberate dal colonialismo esterno, ma non dalla "colonizzazione" degli stessi tunisini1. Nel libro critica gli sconvolgimenti politici e intellettuali di queste società alla ricerca della loro irraggiungibile libertà. Ne L'impostura culturale descrive l'atmosfera di soffocamento, impotenza e disperazione che si è impadronita del popolo e delle élite, legata anche al discorso stesso dell'identità culturale e al pericolo del radicalismo..
Nelle sue opere, dipinge gradualmente un "ritratto del decolonizzato", puntando il dito contro l'alienazione postcoloniale, il malessere legato alla ricerca di libertà e le regressioni identitarie. Si interessa all'avanguardia teatrale tunisina, dove mette in luce l'audacia politica di questa creazione libertaria contro un potere repressivo. Le sue posizioni contro la Guerra del Golfo, attraverso i suoi testi degli anni '90, vanno anche nella direzione di una critica dei rapporti di dominio tra Nord e Sud. Lei cerca di rendere conto, in varie forme, delle profonde inibizioni legate ai divieti che gravano sulla vita politica, religiosa, sociale e morale dei paesi decolonizzati attraverso l'esempio tunisino, cercando di approfondire le nozioni di indipendenza ed emancipazione. Si sforza inoltre di sviluppare un tema intorno alla nozione di civiltà e alla questione mediterranea post-coloniale. Dedica anche libri alla questione femminile come A Force That Remains e Islam Pride. Dietro il velo, quest'ultimo libro cerca di superare quella che l'autore chiama "la guerra civile del velo", e descrive i segni della secolarizzazione delle correnti islamiche nel cuore delle società moderne, nonché l'inevitabile convivenza tra islam e democrazia, prima che il movimento Ennahda vincesse le elezioni del 23 ottobre 2011.

### Collegio Internazionale di Tunisi
Pur approfondendo la sua riflessione sulla chiusura politica delle società post-coloniali, ha ampliato il suo impegno fondando nel 1998, nella sua città natale a Tunisi, uno spazio di libero dibattito, il Collegio Internazionale di Tunisi dove, senza autorizzazione legale e sotto sorveglianza, dà la parola a intellettuali tunisini e stranieri, su argomenti culturali e politici contemporanei. In una occasione, ha dato la parola a intellettuali francesi impegnati come Jacques Derrida e Jorge Semprún. Il 3 giugno 2001 ha organizzato un dibattito sul diritto di ingerenza, moderato da Bernard Kouchner, appena tornato dal Kosovo, dopo aver ignorato il divieto di riunione. Nello stesso mese, ha offerto una piattaforma a Mohamed Charfi, in cui ha presentato il 9 giugno la sua importante riforma del sistema educativo, mentre il suo libro Islam and Freedom è stato messo al bando. Durante l'estate, ha invitato Jean Daniel, il cui ultimo libro era stato ritirato dalle librerie a causa di un passaggio critico sul regime di Zine el-Abidine Ben Ali, per una conferenza dal titolo "Memorie e impegni". Il 19 luglio, Hélé Béji ha pubblicato un articolo di opinione su Le Nouvel Observateur, intitolato "La donna imbalsamata", per protestare contro l'arresto di Sihem Bensedrine a Tunisi.
Nel corso degli anni 2000 si sono susseguite conferenze al Collegio Internazionale di Tunisi, in un clima sempre più libero, su temi di politica o di società, come gli attentati dell'11 settembre 2001 con Jean Baudrillard, la rivista Esprit diretta da Olivier Mongin, la guerra in Iraq con Olivier Roy, i Lumière con Boualem Sansal, Régis Debray e Danièle Sallenave, la ricerca della civiltà con Marc Augé e François Jullien, l'omaggio a Jean Duvignaud  con la Facoltà di Sociologia dell'Università di Tunisi, ecc. Nel 2009 si sono svolti due convegni particolarmente sensibili, uno dal titolo "Malaise dans la liberté" in ottobre con Myriam Revault d'Allonnes e Danièle Sallenave, l'altro sull'elezione di Barack Obama.
Dopo la rivoluzione del 2011, ha organizzato una serie di conferenze sull'"invenzione della democrazia" dove ha ricevuto Felipe González, ex presidente del governo spagnolo. A dicembre, il Collegio Internazionale di Tunisi ha organizzato, in collaborazione con l'Accademia di Latinità e il Forum Internazionale delle Realtà, un grande simposio ad Hammamet dal titolo "I Nuovi Immaginari Democratici".
Nel 2012 ha organizzato un'altra serie di conferenze con la società civile e il mondo accademico sul tema "Democrazia dei cittadini, democrazia dei credenti?". Il Collegio Internazionale di Tunisi ha continuato il suo ciclo di incontri per approfondire la riflessione storica e culturale sull'avvento della democrazia in Tunisia dopo la rivoluzione. Gli amici del collegio hanno seguito  "Thinking Democracy", un'iniziativa dell'Osservatorio tunisino della transizione democratica. Gli incontri dell'anno evidenziano la necessità di individuare gli ostacoli e i paradossi legati alla convivenza tra le correnti islamiste e quelle moderniste. 
L'indipendenza culturale del collegio gli permette di operare al di fuori dei punti di vista di parte e di impegnarsi in una riflessione critica su tutto ciò che, attraverso eccessive polemiche e superficiali coperture mediatiche, darebbe una falsa immagine della realtà tunisina in questa delicata fase di conversione dello Stato e dell'opinione pubblica a metodiche pratiche democratiche. Il collegio non esita a riunire figure politiche che si riferiscono all'islamismo politico e figure intellettuali di impegno opposto, pur mantenendo il corso di un dialogo pacifico e civile tra i migliori elementi delle loro élite.

## Opere

### Libri
- Désenchantement national: essai sur la décolonisation, Parigi, La Découverte, 1982 ISBN 978-2707113085.
- L'Œil du jour, Parigi, Maurice Nadeau, 1985 (ripr. Tunisi, Cérès Productions, 1993) ISBN 978-2862310589.
- Albert Memmi (a cura di), Anthologie des écrivains francophones de langue française, Parigi, Seghers, 1985
- Le devoir d'ingérence, Parigi, Denoël, 1987.
- Itinéraire de Paris à Tunisie: satira, Parigi, Blandin Noël/Sillages, 1992 ISBN 978-2907695510.
- L'art contre la culture: Nûba, Parigi, Intersignes, 1994
- L'imposture culturelle, Parigi, Stock, 1997 ISBN 978-2234047211.
- Les États arabes face à la contestation islamiste, (a cura di Bassma Kodmani), Parigi, Dalloz-Sirey, 1997 ISBN 978-2200015336.
- Les clés du XXIe siècle, (a cura di Jérôme Bindé), Parigi, Unesco/Seuil, 2000 ISBN 978-2020412216.
- "La robe blanche à petits pois", in "Une enfance outre-mer", Parigi, Éditions du Seuil, 2001 ISBN 978-2020426251.
- Où vont les valeurs, (a cura di Jérôme Bindé), Parigi, Albin Michel, 2004 ISBN 978-2226142450.
- "Baudrillard City", in Cahier Baudrillard, Parigi, L'Herne, 2004.
- "La vague et le rocher", in "Dernières nouvelles de l'été", (insieme a Colette Fellous, Tahar Bekri, Ali Bécheur e Alain Nadaud), Tunisi, Elyzad, 2005 ISBN 978-9973580009
- Une force qui demeure, Parigi, Arléa, 2006 ISBN 978-2869597259.
- Entre Orient et Occident: Juifs et musulmans en Tunisie, (insieme a Denis Cohen-Tannoudji, Robert Attal e Alain Besançon), Parigi, Éditions de l'Éclat, 2007 ISBN 978-2841621446.
- Nous, décolonisés, Parigi, Arléa, 2008 ISBN 978-2869597990.
- Jamais, je ne me suis couchée de bonne heure, in "Enfances tunisiennes", Tunisi, Elyzad, 2010 ISBN 978-9973580320.
- Islam Pride: Behind the Veil, Parigi, Gallimard, 2011 ISBN 978-2070132706.
- Dommage, Tunisie: la depression démocratique, Parigi, Gallimard, coll. "Tracts" (n. 9), 2019 ISBN 978-2072887154.